# Thenay, Loir-et-Cher
Thenay là một commune thuộc tỉnh Loir-et-Cher trong vùng Centre-Val de Loire miền trung nước Pháp.